# 2002년 대한민국
다음은 2002년 대한민국에서 일어났던 사건들을 정리해 놓은 문서이다.

## 재임자
제6공화국 (국민의 정부)
- 대통령: 김대중
- 국무총리: 이한동 (~7월 10일), 장상 (7월 11일~7월 31일), 장대환 (8월 9일~8월 28일), 김석수 (9월 10일~)
  - 국무총리 대행: 전윤철 (8월 1일~8월 8일), 전윤철 (8월 29일~9월 9일)

## 사건

### 1월 ~ 3월
- 3월 15일 - 북파 공작원 출신 200여 명이 처우개선을 요구하며 LP가스통까지 동원한 기습시위를 서울 세종로에서 벌었다.[1]